# Fiesta TV
Fiesta TV fue un programa de televisión vespertino emitido en la segunda cadena de Canal Sur, dirigido por la expresentadora de La banda María Espejo, en su primera etapa, y posteriormente por Vanessa Martín Alloza. Se emitía de lunes a viernes, de 19:00 a 21:00, justo después de La Banda, y los fines de semana a las 11:00. 

## Descripción
Se trataba de un espacio juvenil cuyo tema principal era la música, llegando incluso a tener un propio ranking de canciones, llamado Top fiesta. Adicionalmente, se trataban otros temas como el cine, espectáculos, sexualidad y nuevas tecnologías. Como parte del programa, también se emitían algunas series.

### Series emitidas
- King[2]
- La brigada de los sepultureros[2]
- Megaman[2]
- Pokemon[2]
- Bobobo[3]
- Slam Dunk[3]
- Inuyasha[3]
- Get backers[3]
- Sakura cazadora de cartas[4]
- Frecuencia 04[1]
- Detective Conan[1]
- Megamon[1]
- Doce reinos
- Las aventuras de Sonic el erizo
- LegenZ